# Pachygaster wirthi
Pachygaster wirthi är en tvåvingeart som beskrevs av James 1967. Pachygaster wirthi ingår i släktet Pachygaster och familjen vapenflugor. Inga underarter finns listade i Catalogue of Life.